# Worth Bagley
Worth Bagley, né le 6 avril 1874 à Raleigh, Caroline du Nord (États-Unis) et décédé le 11 mai 1898 dans la Baie de Cárdenas (Cuba) à 24 ans, est un ensign de l'United States Navy. Il est le seul officier de la marine américaine à avoir été tué au cours d'une bataille de la guerre hispano-américaine, le combat de la baie de Cardenas.

## Midshipman
Il entre à l'académie navale d'Annapolis en 1891 pour en sortir diplômé le 7 juin 1895. Il passe alors deux années en mer comme midshipman sur les Montgomery, Texas et Maine avant d'être promu au grade d'ensign le 1er juillet 1897.

## Combat de la baie de Cardenas
Au début des hostilités entre les États-Unis et l'Espagne fin avril 1898, Bagley sert à bord du Winslow, un torpilleur qui est bientôt envoyé participer au blocus nord de l'ile de Cuba. Le 11 mai 1898, le Winslow quitte sa position pour gagner le large de Cárdenas afin de remplir ses soutes à charbon depuis un charbonnier. Lorsque l'officier commandant du Wilmington apprend la nouvelle de l'arrivée du torpilleur, il lui transmet l'ordre d'aller patrouiller au large de la baie de Cárdenas afin d'y répertorier tout champ de mines. Il est accompagné dans sa mission par un navire du Revenue Cutter Service, le Hudson. La zone étant exempte de tout champ de mine, le commandant du Wilmington prend la décision de conduire les trois navires dans la baie afin d'y rechercher trois canonnières espagnoles qui ont été signalées dans la zone. À environ 3 000 yards (2,7 km) de Cárdenas, ils aperçoivent un nid-de-pie signalant la présence d'un navire qui se révèle être un petit vapeur. Le Winslow manœuvre alors pour s'en approcher. À environ 1 500 yards (1,4 km), alors qu'il est presque 13 h 35, un petit nuage de fumée sortant d'un des navires espagnols signale le début d'un combat qui va durer 1 h 20. Le canon d'un livre du Winslow réplique directement aux tirs ennemis mais se fait repérer par des batteries côtières qui le criblent de tirs.

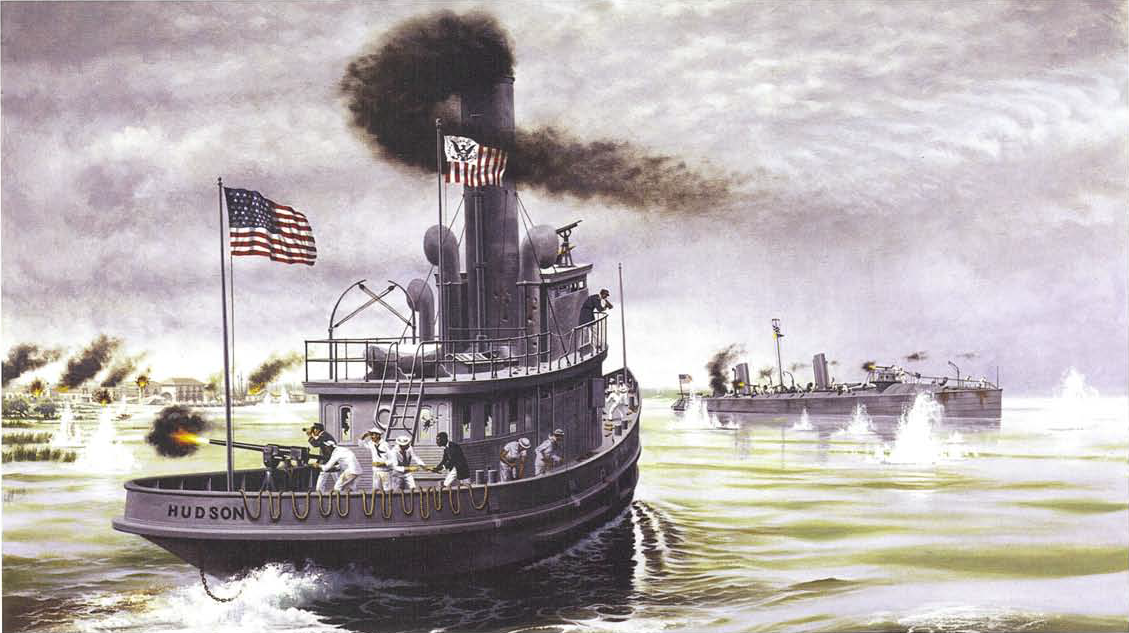
L'Hudson se rapprochant du Winslow afin de le remorquer.

Le premier obus à toucher le Winslow met hors d'usage la propulsion à vapeur et empêche donc de manœuvrer correctement le petit torpilleur. Tandis que l'équipage tente de trouver une solution pour faire manœuvrer le navire, l'ensign Bagley transmet des ordres dans la salle des machines. Toutefois, le navire qui tanguait est touché par un autre tir qui met hors d'usage la chaudière à vapeur. Le Wilmington et l'Hudson manœuvrent alors en direction du torpilleur en danger, tout en faisant feu de leurs batteries plus lourdes. Le Winslow demande dès lors à l'Hudson de le prendre en remorque jusqu'à bonne distance. Tandis que les deux navires tentent de se raccrocher, un obus éclate à proximité de la trappe menant à la salle des machines. Quatre membres d'équipage sont tués, dont l'ensign Bagley.
Il est le seul officier américain à être tué en action durant cette guerre.

## Hommages

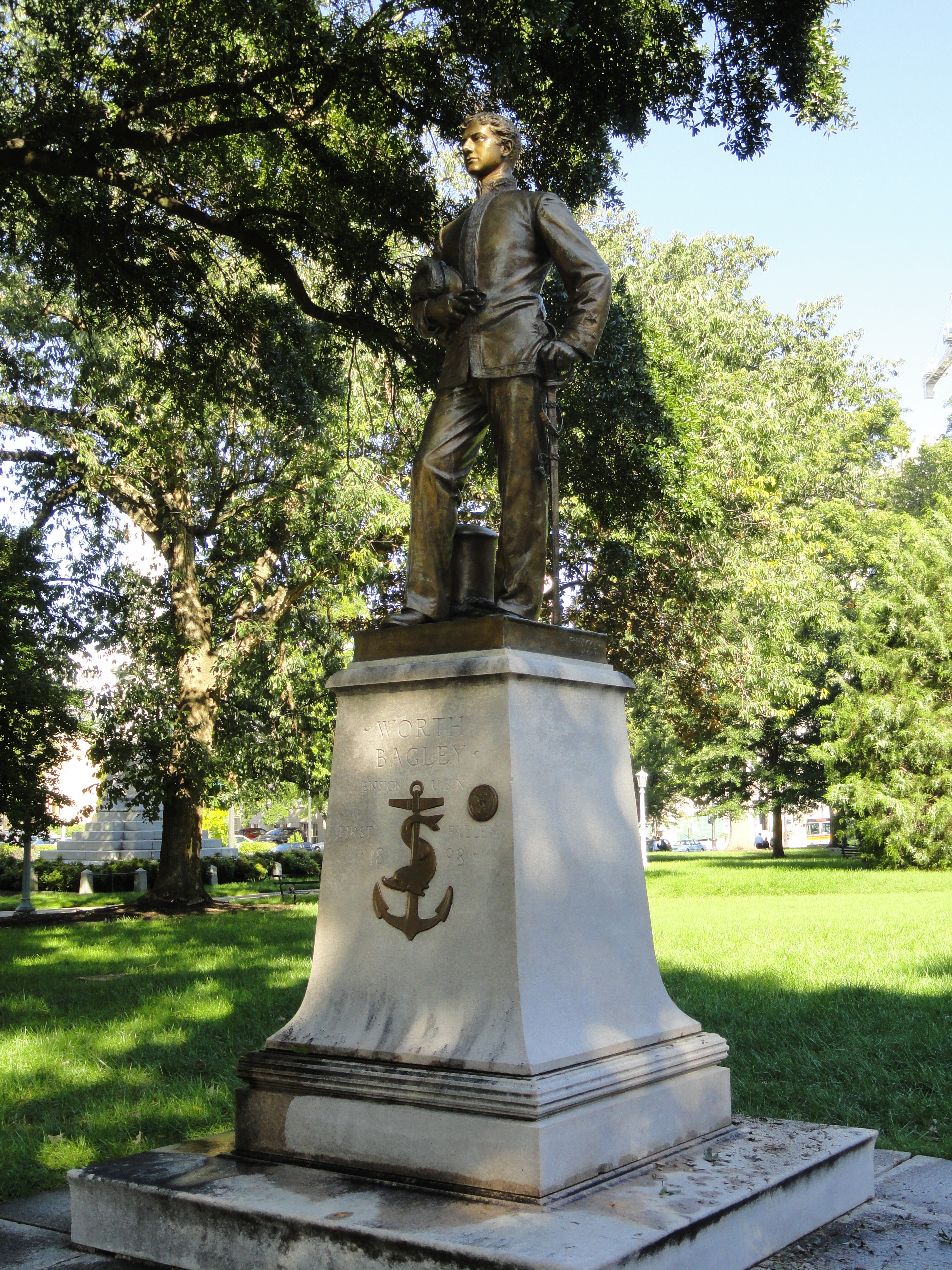
Statue rendant hommage à Bagley dans sa ville natale de Raleigh.

Quatre navires portent le nom d'USS Bagley. Le premier, le Bagley (TB-24) est un torpilleur, en service de 1900 à 1919 ; le second, le Bagley (DD-185), un destroyer en service de 1918 à 1919 puis en 1940, transféré à la Royal Navy la même année ; le troisième, le Bagley (DD-386) est un destroyer lancé en 1936 et retiré du service en 1946 tandis que le quatrième, le Bagley (FF-1069) est une frégate lancée en 1971 qui a été retirée du service en 1992.
Les trois premiers navires honorent la mémoire de Worth Bagley tandis que le dernier, en plus d'honorer cet ensign, est nommé d'après son frère, l'amiral David W. Bagley, qui a combattu durant les Première et Seconde Guerres mondiales.
Un mémorial lui est consacré à Raleigh, sa ville natale. Une statue y a été érigée en 1907.